# Никольское (Республика Алтай)
Никольское — село в Чойском районе Республики Алтай России. Входит в состав Каракокшинского сельского поселения.

## География
Расположено в среднем течении реки Саракокши (левый приток Бии), немного ниже места впадения в неё ручья Сарыбалгач, на правом берегу пойменной части узкой, преимущественно покрытой черневой тайгой, речной долины. Высота над уровнем моря в пределах территории села колеблется от 545 до 575 метров.
Расстояние от Никольского до:
- центра сельского поселения Каракокши: напрямую 6,7 км, по автодорогам 7,8 км[11];
- центра района Чои: напрямую 26 км, по автодорогам 43 км[12];
- столицы Республики Алтай Горно-Алтайска: напрямую 48 км, по автодорогам 74 км[13].

## История
Село было основано полуоседлыми тубаларами в 1836 году как аил Сарококшинский (Никольский).
В 1895 году(по другим данным в 1885 году) мещанином Л. И. Огородовым был построен молитвенный дом, приписанный к Кебезенскому миссионерскому отделению Алтайской духовной миссии. В связи с отдалённостью и малочисленностью прихожан, самостоятельный староста прихода не был утвержден, молитвенным домом заведовал Кебезенский священник-миссионер.
В начале 1910-х годов начала действовать смешанная школа грамотности.
Изначально аил входил в состав тубаларской Южской (инородной) волости (Южской инородной управы), которая впервые упоминается в русских ясачных книгах 1629—1630 годов. Южская волость, в свою очередь, являлась частью Бийского округа Томской губернии. Ближе к концу XIX века в селе было учреждено Никольское сельское общество.
В 1913 году, в ходе административно-территориальных реформ управления коренным населением на Горном Алтае, Южская инородная волость была упразднена, на территории, которую охватывает современный Чойский район было образовано три волости: Паспаульская, Успенская, Ыныргинская. Село Никольское вошло в состав Ыныргинской волости.
4 августа 1920 года село Никольское становится административным центром новообразованного сельсовета в составе Успенской волости, но уже в ноябре 1923 года Успенский волисполком в рамках уточнения и укрупнения административно-территориального деления Ойротской автономной области принял решение о ликвидации Никольского сельсовета. В результате село перешло в состав Тушкенекского сельсовета.
6 февраля 1956 года Тушкенекский сельсовет был переименован в Каракокшинский, через девять месяцев решением Алтайского крайисполкома № 625 от 6 ноября 1956 года в его состав были включены все населённые пункты упраздняемого Челушкаринского сельсовета. Около половины населённых пунктов, ранее входивших Тушкенекский сельсовет перешли в подчинение Ыныргинского сельсовета. Село Никольское осталось в составе Каракокшинского сельсовета.

## Население
| 2010 | 2011 | 2012 | 2013 | 2014 | 2015 | 2016 |
| ---- | ---- | ---- | ---- | ---- | ---- | ---- |
| 3    | →3   | ↘0   | →0   | →0   | →0   | →0   |

| 1893                           | 1897 | 1899 | 1909 | 1911 |
| ------------------------------ | ---- | ---- | ---- | ---- |
| 28                             | 132  | 115  | 148  | 208  |
| 1926                           | 1989 | 2002 | 2008 | 2010 |
| 82                             | 5    | 9    | 3    | 3    |
| Гистограмма динамики населения |      |      |      |      |

## Транспорт и коммуникации
Находится к юго-востоку от Горно-Алтайска, на гравийной дороге, соединяющей сёла Паспаул и Каракокша.
Около западной окраины села через реку Саракокшу переброшен 90-метровый деревянный мост, ширина проезжей части моста составляет 7 метров..
Автобусное сообщение с селом не осуществляется.
Покрытие сетью мобильной связи отсутствует. Ближайшие средства почты и телекоммуникации находятся в Каракокше. Самая близкая АЗС также расположена в Каракокше.

## Известные уроженцы
- Тартыков, Семён Владимирович (1921 — 27 января 1944) — снайпер 1-го батальона 12-го гвардейского воздушно-десантного полка (4-я гвардейская Овручская воздушно-десантная дивизия, 40-я армия, 1-й Украинский фронт), гвардии ефрейтор, Герой Советского Союза[39]. В средней школе села Каракокша действует музей боевой славы имени Героя Советского Союза С. В. Тартыкова[40].